# Laixi
Laixi léase Lái-Sí (en chino:莱西市, pinyin:Láixī shì) es un municipio bajo la administración directa de la ciudad-prefectura de Qingdao. Se ubica al este de la provincia de Shandong, sur de la República Popular China. Su área es de 1568 km² y su población total para 2018 fue de +700 mil habitantes.

## Administración
El municipio de Laixi se divide en 11 pueblos que se administran en 3 subdistritos y 8 poblados.